# Nouveaux chantiers nantais de Chantenay
Les Nouveaux Chantiers Nantais de Chantenay est le nom d'un ancien chantier naval situé à Chantenay (aujourd'hui quartier de Nantes), à proximité des chantiers Dubigeon. Il fut créé le 27 avril 1899. 

## Production
- L'Amiral Courbet, premier navire à y être construit, fut lancé le 25 avril 1900.
- L'Armen, dernier navire, fut lancé en mars 1902.

La loi du 7 avril 1902 favorisant la construction des vapeurs et des petits voiliers (jusqu'à 1 000 tonneaux), marqua l'arrêt de la construction des grands voiliers et par conséquent la fin de ce chantier, qui construisit une trentaine de navires en 2 ans environ.